# Liên đoàn Trượt băng Quốc tế
Liên đoàn Trượt băng Quốc tế (tiếng Anh: International Skating Union, viết tắt: ISU) là cơ quan chủ quản quốc tế cho các môn thể thao trượt băng, gồm trượt băng nghệ thuật, trượt băng đồng diễn, trượt băng tốc độ và trượt băng tốc độ cự li ngắn. Liên đoàn được thành lập ở Scheveningen, Hà Lan vào tháng 07 năm 1892, và là một trong những liên đoàn thể thao quốc tế lâu đời nhất trên thế giới. ISU có nhiệm vụ xây dựng bộ luật quốc tế chuẩn và các quy định chính thức cho các môn thể thao do ISU quản lí. Đồng thời, ISU cũng quản lí các cuộc thi quốc tế của các môn thể thao trượt băng. Hiện nay, liên đoàn có một trụ sở tại Lausanne, Thụy Sĩ.

## Lịch sử
Liên đoàn Trượt băng Quốc tế (ISU) được thành lập vào năm 1892 ở một thị trấn ven biển của Scheveningen. Buổi gặp mặt đầu tiên giữa 15 đại diện hiệp hội quốc gia từ Hà Lan, Anh, Đức/Áo, Stockholm (Thụy Điển) và Budapest (Hungary). ISU là liên đoàn thể thao mùa đông quốc tế đầu tiên quản lí môn trượt băng tốc độ và trượt băng nghệ thuật, bằng việc ban hành luật lệ cho hai môn thể thao này. Năm 1895, tổ chức này đã định hướng nhiệm vụ của mình, họ chỉ tập trung vào các vận động viên nghiệp dư, không phải chuyên nghiệp, và tổ chức giải vô địch trượt băng nghiệp dư đầu tiên vào tháng 02 năm 1896 tại Saint Petersburg, Nga.
Mỹ và Canada cũng lập ra một tổ chức thi đấu, Liên đoàn Trượt băng Quốc tế Mỹ (ISUA) vào năm 1907. Sau hai năm, mười hai quốc gia ở châu Âu đã gia nhập ISU, và chỉ có hai quốc gia là thành viên của ISUA. Đến năm 1927, ISUA biến mất.